# Jacó (político)
Mário Augusto de Almeida Neto, Jacó (Jacobina, 17 de julho de 1965) é um político brasileiro.
Foi em Irecê que estudou e se formou como técnico em agroecologia e lá iniciou sua atuação nos movimentos sociais. Nos anos 1990, fundou e coordenou experiência inédita de convivência com o semiárido e o povo sertanejo, o Centro de Assessoria do Assuruá (CAA), no município de Gentio do Ouro. Ajudou na criação da Articulação do Semiárido Brasileiro (ASA) e trabalhou nos programas federais de Lula e Dilma que possibilitaram a milhares de famílias do Nordeste acesso à água através de cisternas. Elegeu-se em 2018 como deputado estadual pelo PT para representar a voz dos movimentos sociais - trabalhadoras e trabalhadores, jovens, mulheres, negras e negros, indígenas, quilombolas, LGBTQIAP+s, sem teto. Na Assembleia Legislativa da Bahia, é presidente da Comissão de Direitos Humanos e faz parte das Comissões de Constituição e Justiça (CCJ) e Saúde. Em seu primeiro mandato, apresentou projetos de combate ao racismo, intolerância religiosa, acesso à universidade por estudantes de baixa renda e apoio ao setor cultural, entre outros. Tem duas leis aprovadas: a que obriga casas de shows, bares e restaurantes a fixar de forma legível a lei federal que combate a importunação sexual, e a que dispõe sobre compras emergenciais de produtos da agricultura familiar pelo governo estadual em virtude da Covid-19.